# Síndrome de Pontius
El síndrome de Pontius es un síndrome que afecta la percepción del afectado frente a actividades de riesgo, sin percibirlas como tales. Este síndrome se debe generalmente al exceso de adrenalina en el cuerpo, lo que provoca una distorsión en la percepción del peligro y por ende las actividades de alto riesgo, son vistas por pacientes como actividades totalmente normales. 

## Descripción médica
Es extremadamente raro. Dos importantes nervios craneales, el 5.2º y 6º, están supradesarrollados, causando un aumento de la producción de adrenalina. Estos nervios controlan la parte motora que nos altera, es así, que son los responsables de generar más o menos hormonas que producen los índices de adrenalina de nuestro cuerpo.
Otros puntos del sistema nervioso, incluyendo otros nervios cerebrales que controlan otras sensaciones y funciones, pueden estar también afectados.

## Historia
Fue en 1820 cuando el psicólogo Charles Graham Pontius descubrió que algunos de sus pacientes presentaban una serie de heridas producidas por su falta de control en las actividades de riesgo, así, tras indagar en la vida de dos de sus testimonios, averiguó que ambos recorrían a actividades sumamente peligrosas con cierta avenencia y sin ningún tipo de pudor o reparo. 
Después de analizar este patrón en los psiquiátricos y manicomios del estado de Oregón, donde encontró un alto número de pacientes con el espectro común, traspasó las investigaciones al Dr. William J. Handman, quién descubrió la anomalía del sistema nervioso.

## Organizaciones
Actualmente existen varias organizaciones que tratan este síndrome en proceso de reconocimiento por la comunidad médica, tales como la asociación AMHAR, fundada en 2008, en la que diferentes padres ponen en común sus problemas con la ayuda profesionales.